# Christian Zanier
Pour les articles homonymes, voir Zanier.
 (novembre 2018).
Christian Zanier (Toronto, 27 décembre 1971) est un auteur canadien de bande dessinée et de comics, connu pour ses œuvres érotiques comme Banana games. Il a aussi collaboré à plusieurs numéros de la série de comics Buffy contre les vampires ainsi qu'au premier épisode de la série télévisée. Ses ouvrages érotiques sont édités chez NBM Publishing aux États-Unis et aux éditions Tabou en France.

## Œuvres

### En anglais
- Ghost Vol.2 #1-10 (scénario de Chris Warner et Mike Kennedy, Dark Horse, 1998)
- Rising Stars #3-11 (scénario de J. Michael Straczynski, Image, 1999-2000)
- Buffy the Vampire Slayer #12, 16, 29-30 (scénario de Christopher Golden et Tom Sniegoski, Dark Horse, 1999 et 2001)
- Angel #5-7, 12-16 (scénario de Christopher Golden et Tom Sniegoski, Dark Horse, 2000-2001)
- Banana Games (NBM Publishing)
  1. Banana Games
  2. Viva Las Vegas (2005)
  3. Once upon a time
  4. Once upon a time Part 2 (2008)
- The Honey Lickers Sorority (NBM Publishing)
  1. The Honey Lickers Sorority
  2. The Art of Sex (2009)

### En français
- Rising Stars nos 1 à 3 (Semic, 2001-2003)
- Banana Games (éditions Tabou)
  1. Arizona Dream (2007)
  2. Chicago Balls (2013)
  3. Tequila frappée (à paraître)
- Honey Lickers Sorority (éditions Tabou)
  1. In Gode we trust (2008)